# Zell an der Pram
Zell an der Pram är en ort och kommun i Österrike. Den ligger i distriktet Schärding i förbundslandet Oberösterreich, 200 kilometer väster om huvudstaden Wien.
Kommunen består av 29 orter (Ortschaften) (inom parentes invånarantal 1 januari 2024):

- Aiglbrechting (8)
- Bernetsedt (17)
- Blümling (40)
- Brandesleiten (24)
- Dobl (51)
- Dorf (12)
- Eichberg (10)
- Fuckersberg (25)
- Gmeinedt (39)
- Habekendobl (29)
- Hellwagen (29)
- Holzedt (10)
- Hub (16)
- Jebling (24)
- Krena (34)
- Obergriesbach (18)
- Ornetsedt (48)
- Point (25)
- Reischenbach (38)
- Schwarzgrub (18)
- Sienleiten (8)
- Stögen (29)
- Tischling (22)
- Weireth (50)
- Wiesing (42)
- Wildhag (23)
- Willing (50)
- Würting (15)
- Zell an der Pram (1 233)